# Siemonia
Siemonia ist ein Dorf der Gmina Bobrowniki im Powiat Będziński in der Woiwodschaft Schlesien in Polen.

## Geographie
Siemonia liegt am Nordrand der Oberschlesischen Platte, ca. 18 km nördlich von Katowice und ca. 12 km nordwestlich der Kreisstadt Będzin. Durch den Ort verläuft die Autostrada A1.

## Geschichte
1955 wurde ein Schädel eines Cro-Magnon-Menschen in Siemonia gefunden.

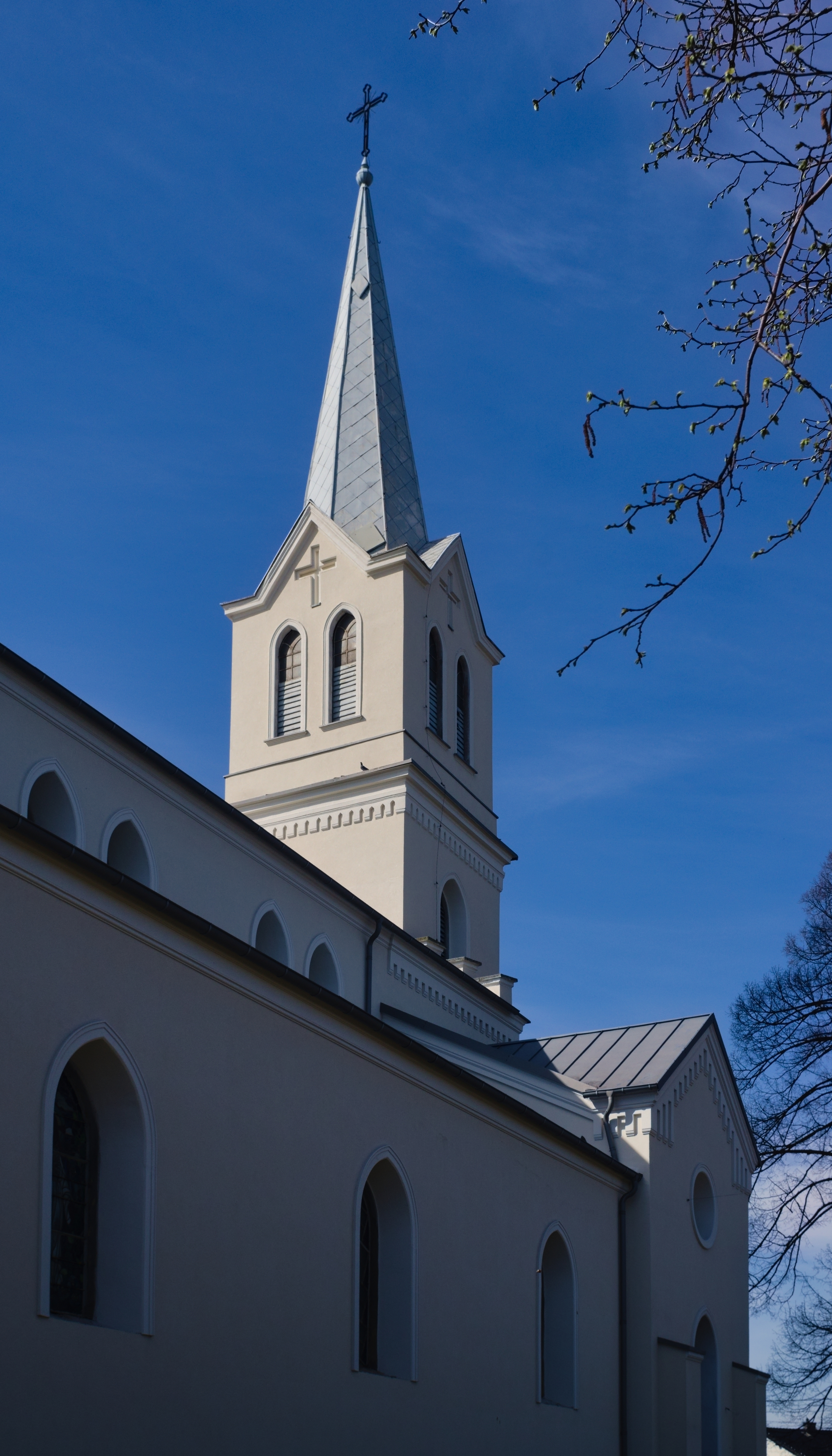
Ortskirche

Im Jahr 1225 wurde in Siemonia eine von den Schlesischen Piasten gebaute Kirche geweiht.
Die Pfarrei Symuna wurde im Peterspfennigregister des Jahres 1326 im Dekanat Sławków (Slavcoviensis) des Bistums Krakau aufgelistet. Der Ortsname ist vom Personennamen Szymun oder *Siemun (deutsche Entsprechung: Simon) mit dem Suffix -ja abgeleitet.
Der Ort liegt im Gebiet um Siewierz, das um 1177 aus dem Herzogtum Krakau bzw. Kleinpolen ausgegliedert wurde und an das schlesische Herzogtum Ratibor fiel, ab 1337 gehörte Siewierz zum Herzogtum Teschen unter Lehnsherrschaft des Königreichs Böhmen. Das Herzogtum Siewierz mit dem Dorf Szyemuna wurde im Jahr 1443 vom Teschener Herzog Wenzel I. dem Krakauer Bischof Zbigniew Oleśnicki verkauft.
Das Dorf wird von Jan Długosz mit dem lateinischen Namen Syemunya ... de Szemunye in der Liber beneficiorum dioecesis Cracoviensis erwähnt.
Im späten 16. Jahrhundert umfasste die Pfarrei die Ortschaften Brzynkowice, Dobieszowice, Góra, Korzystki, Rogoźnik, Strzyżowice und Twardowice.
Erst 1790 wurde das Herzogtum Siewierz formal an das Königreich Polen-Litauen angegliedert und war der Woiwodschaft Krakau administrativ angegliedert. Nach der dritten Teilung Polens von 1795 bis 1807 gehörte das Dorf zu Neuschlesien. 1807 kam es ins Herzogtum Warschau und 1815 ins neu entstandene russisch beherrschte Kongresspolen.
Nach dem Ende des Ersten Weltkriegs kam Siemonia zu Polen, Woiwodschaft Kielce. Beim Überfall auf Polen 1939 wurde das Gebiet von den Deutschen besetzt und dem Landkreis Bendsburg im neuen „Ostoberschlesien“ zugeordnet.
Zwischen 1954 und 1962 war das Dorf Sitz der Gromada Siemonia. Ab 1963 gehörte der Ort zur Gromada Sączów und ab 1973 zur Gmina Bobrowniki.
Von 1975 bis 1998 gehörte das Dorf zur Woiwodschaft Katowice.

## Bildung
In der Ortschaft Siemonia befindet sich eine Mittelschule (gimnazjum).